# 日本サイ科学会
日本サイ科学会（にほんサイかがくかい）は、1976年に結成された日本最大の超常現象（サイ現象）専門学会である。
電気通信大学で開催されていた月例研究会「超心理懇談会」が発展したもので、創立当初は日本PS学会という名称であった。
初代会長 (後に名誉会長) は電気通信大学名誉教授の関英男で、現会長は電気通信大学名誉教授の佐々木茂美。
機関誌『サイ科学』や『サイの広場』などを発行。